# 雨過天晴 (電影)
《雨過天晴》是一部以台灣921大地震為題材的紀念電影。由台灣紀錄片導演林育賢指導拍攝，並請台灣導演魏德聖擔任監製。

## 劇情簡介
主角小晴因為921大地震失去父母，被災區的攝影義工林先生收養，在林先生一家的呵護下長大，小晴逐漸撫平了心中的傷口。

## 角色介紹
- 小晴（8歲）：張毓琁
- 小晴（18歲）：曾愷玹
- 林志明（12歲）：潘親御
- 林志明（22歲）：吳懷中
- 林先生：魯文學
- 林太太：楊潔玫

## 播出平台

### 網路
- （繁體中文）正片、預告片、首映記者會

### 電視台
- 2009年9月21日21:00東風電視台
- 2009年9月21日23:00公共電視台
- 2009年9月26日08:00中視主頻、中視數位台

## 製作團隊
- 出品：財團法人賑災基金會
- 製作：翻滾吧男孩電影有限公司、海納百川娛樂有限公司
- 出品人：范良銹
- 監製：魏德聖
- 導演：林育賢
- 總策劃：孫嘉騏
- 副導：郭春暉
- 場記：王奐筑
- 製片：黃江豐
- 執行製片：蔡政翰、林幕凡
- 編劇：王國光
- 剪接：江金霖
- 攝影：傅士英
- 攝大助：謝元益
- 攝二助：倪彬
- 燈光：謝松銘
- 燈大助：王建銘
- 燈二助：高洧睫
- 燈三助：陳柏佑
- 美術：王子欣
- 美術助理：王詮勝
- 美術助理：沈旻賢
- 服裝造型：宋涵暉（新世界藝術有限公司）
- 服管：陳怡如（新世界藝術有限公司）
- 梳化：吳秉芳（新世界藝術有限公司）
- 音樂：鄭偉杰
- 錄音：黃麒融（猴子電男孩影藝有限公司）
- 收音員：蔡文哲（猴子電男孩影藝有限公司）
- 場務領班：王偉六
- 場務：張甯植
- 電工：趙錦賢（來電企業社）
- 聲音後製：屏昇音樂科技有限公司 鄭旭志 Frank Cheng
- 後期製作：台北影業股份有限公司
- 燈光攝影器材：有翼氏電影事業有限公司

## 相關連結
- 本片資訊 （页面存档备份，存于）
- 導演部落格關於本片系列文章 （页面存档备份，存于）